# Willem Hendrik Cox
Willem Hendrik Cox (ur. 29 listopada 1861 w Batawii, zm. 6 grudnia 1933) – holenderski lekarz neurolog i psychiatra.
Studiował na Uniwersytecie w Utrechcie, jego nauczycielem był Theodor Wilhelm Engelmann. W 1897 roku został doktorem medycyny. Od 1892 był dyrektorem szpitala psychiatrycznego Brinkgreven w Deventer. Od 1900 do 1902 kierował sanatorium dla chorych nerwowo w Arnhem. W 1902 został dyrektorem zakładu dla chorych psychicznie w Utrechcie. Zmarł w 1933 roku, wspomnienie o nim napisał Stärcke.
Cox wprowadził modyfikację metody Golgiego (metoda Golgiego-Coxa).

## Wybrane prace
- Solomon Herbert, Willem Hendrik Cox: Grondslagen der sexueele ethiek. Elsevier, 1922
- Handleiding voor den cursus in de verpleging van zielszieken. J.H. de Bussy, 1929